# Shinji Kobayashi
Shinji Kobayashi (小林 伸二 Kobayashi Shinji?), född 24 augusti 1960 i Nagasaki prefektur, är en japansk före detta fotbollsspelare och tränare.
Kobayashi började sin karriär 1983 i Mazda. Han avslutade karriären 1992.
Kobayashi har efter den aktiva karriären verkat som tränare och har tränat J1 League-klubbar, Oita Trinita, Cerezo Osaka, Montedio Yamagata, Tokushima Vortis och Shimizu S-Pulse.